# Coccoloba sintenisii
Coccoloba sintenisii är en slideväxtart som beskrevs av Urban och Gustav Lindau. Coccoloba sintenisii ingår i släktet Coccoloba och familjen slideväxter. Inga underarter finns listade i Catalogue of Life.